# Eduardo Sáenz de Buruaga y Polanco
Eduardo Sáenz de Buruaga y Polanco   (Port-au-Prince, 15 d'abril de 1893 - Madrid, 17 de febrer de 1964) va ser un militar espanyol, amb un paper destacat durant la Guerra civil espanyola i, posteriorment, durant la Dictadura franquista.
Procedia d'una família de tradició militar. Les seves primeres accions es van desenvolupar en la Guerra del Marroc. Va lluitar en el bàndol revoltat durant la Guerra Civil Espanyola, combatent en la batalla de Brunete, la batalla de Terol i en la batalla del Jarama. Va ser capità general en Balears i Sevilla, per acabar exercint el càrrec de director deneral de la Guàrdia Civil. Entre altres condecoracions, posseïa la Medalla Militar d'Espanya.

## Historial

### Formació i carrera militar
Va néixer el 15 d'abril de 1893 a Puerto Príncipe. Va ingressar a l'Acadèmia d'Infanteria de Toledo el 31 d'agost 1910, estant està al comandament del coronel José Villalba Riquelme. El 24 de juliol de 1913 va ser promogut a segon tinent i va passar al Marroc, on pràcticament va transcórrer tota la seva carrera militar fins a l'inici de la guerra civil.
Durant la Guerra del Rif va sofrir ferides en dues ocasions. La primera el 25 d'octubre de 1921 quan va ser ferit en el braç dret i la segona vegada el 18 de juliol de 1922 en les dues cames, amb trencament de la tíbia.

### Guerra civil
La seva participació en el cop militar del 17 de juliol de 1936 va ser decisiva per assegurar el control de Tetuan. Sent coronel es va fer càrrec del comandament de les tropes rebels i es va apoderar en la nit d'aquest dia de totes les dependències oficials i l'Alta Comissaria. Sáenz de Buruaga va assumir en persona el càrrec d'Alt Comissari al Marroc, i fou el màxim responsable de la zona fins que va arribar el general Franco el dia 19.
El 23 es va traslladar a Còrdova per fer-se càrrec d'aquesta localitat, que es trobava aïllada al territori republicà. Immediatament va organitzar columnes per marxar sobre els pobles i el 25 de juliol va ocupar El Carpio i va desallotjar als republicans de l'estratègica Alcolea. El 28 va prendre Baena, on la repressió serà especialment violenta,amb l'afusellament de nombrosos milicians. Va assegurar les comunicacions amb Sevilla i durant agost va prendre noves localitats com Almodóvar del Río, Montalbán de Córdoba, Santaella i La Rambla. Al setembre, amb una resistència republicana cada vegada més forta, queien Cerro Muriano, El Vacar i Hornachuelos davant l'avanç de la seva columna. A l'octubre va actuar sobre la vall del Guadiato, acabant per prendre Peñarroya-Pueblonuevo el 15.
Traslladat al capdavant de Madrid, la seva columna va ser convertida en la segona brigada de la divisió reforçada de Madrid, prenent després de durs combats el turó de l'Àguila i Boadilla del Monte, però finalment va ser frenat per les tropes republicanes. Va passar al capdavant del Jarama, participant en la batalla del mateix nom, com a responsable de la 2a. Brigada, on fou ferit de bala en el pit. El 31 de març de 1937 va ser habilitat com a general de brigada i nomenat governador militar de Càceres, en la rereguarda franquista. A més, va rebre el comandament de la 150a Divisió marroquina, unitat amb la que en juliol va participar en la batalla de Brunete. També intervindria més endavant en la reconquesta de Terol.

### Règim franquista
El 28 de febrer de 1939 se li va designar responsable de la zona occidental del Protectorat del Marroc. El 29 d'agost de 1939 era nomenat governador militar de Madrid. Durant aquest període, el 18 de juny de 1942 va ascendir a general de divisió. El seu següent càrrec va ser el de governador general del camp de Gibraltar en 1944. En 1948, ja com a tinent general es fa càrrec de la de capitania general de Balears per passar en 1952 a la II Regió Militar (Sevilla). En 1957 va ser nomenat director general de la Guàrdia Civil. Va morir a les nou del matí del 17 de febrer de 1964 al seu domicili de Madrid.

## Condecoracions
Va rebre nombroses condecoracions. Per la retirada del Soc d'Arbaa al novembre de 1924 va rebre la Medalla Militar individual. Va tenir dos creus de Maria Cristina sota l'ocupació de tinent coronel. Un total de set creus del Mèrit Militar amb distintiu vermell, la Gran Creu del Mèrit Naval, la Medalla de la Campanya del Marroc.
En relació amb la Guerra Civil, la Medalla de la Campanya d'Alliberament i en complir-se el 20ºè aniversari del cop d'estat que va donar lloc a la Guerra Civil li va ser atorgada la gran creu de l'Orde de Cisneros al mèrit polític.
D'altres països va ser cavaller de la Legió d'Honor de França per la seva col·laboració amb les tropes franceses durant la Guerra del Rif, la Creu de l'Àguila d'Alemanya, la gran creu de l'Orde de la Corona d'Itàlia, la Creu de Guerra Francesa amb Palma i la gran creu de l'Orde d'Avís de Portugal.